# Streptococcus mutans
Streptococcus mutans är en bakterie som är världens ledande orsak till karies. Den hör till släktet streptokocker, är sfärisk till formen och grampositiv. 
Denna bakterie hittas i människans mun, främst på tandytan.

## Upptäckt
Streptococcus mutans upptäcktes först av J. K. Clarke år 1924 i kariesskador på tänder, men uppmärksammades inte särskilt mycket förrän under 1960-talet då forskare ordentligt började studera karies.

## Egenskaper
S. mutans tillhör släktet streptokocker, som är ett väldigt brett släkte med bakterier som många skapar sjukdomar av väldigt olika slag. Gemensamt för streptokocker är att de växer i par eller i långa kedjor som liknar pärlhalsband.
Specifikt för S. mutans är att den är en icke-mobil bakterie som genom att producera en polysackarid som kallas dextran kan fästa vid t.ex. tandens emalj eller andra bakterier. S. mutans trivs bäst i en miljö med en temperatur på 18-40°C. Den är en fakultativ anaerob, vilket betyder att den kan leva både i syresatta och syrefria miljöer. Bakterien är också speciell på så vis att den klarar av att leva i miljöer med lågt pH, den kan anpassa sig till så låga pH-värden som 3,0. Bakterien har alltså en stor överlevnadsförmåga i sura miljöer om man jämför med andra bakterier som oftast bara klara sig i spannet pH 5-9. Detta är av betydelse eftersom S. mutans producerar syror vid nedbrytning av sockerarter. 

## Utbredning
S. mutans återfinns främst hos människor, och verkar inte vara särskilt utbredd bland vilda djur. Forskare har dock hittat bakterien hos råttor, husarapor och en art av fladdermöss.
Man har hittat sju olika serotyper av S. mutans. Hos människor har serotyp c och d hittats överallt i världen, medan de andra serotyperna verkar vara mindre utbredda. Serotyp c står vanligtvis för 80 % av den S. mutans man kan finna på mänskliga tänder angripna av plack.

## Karies

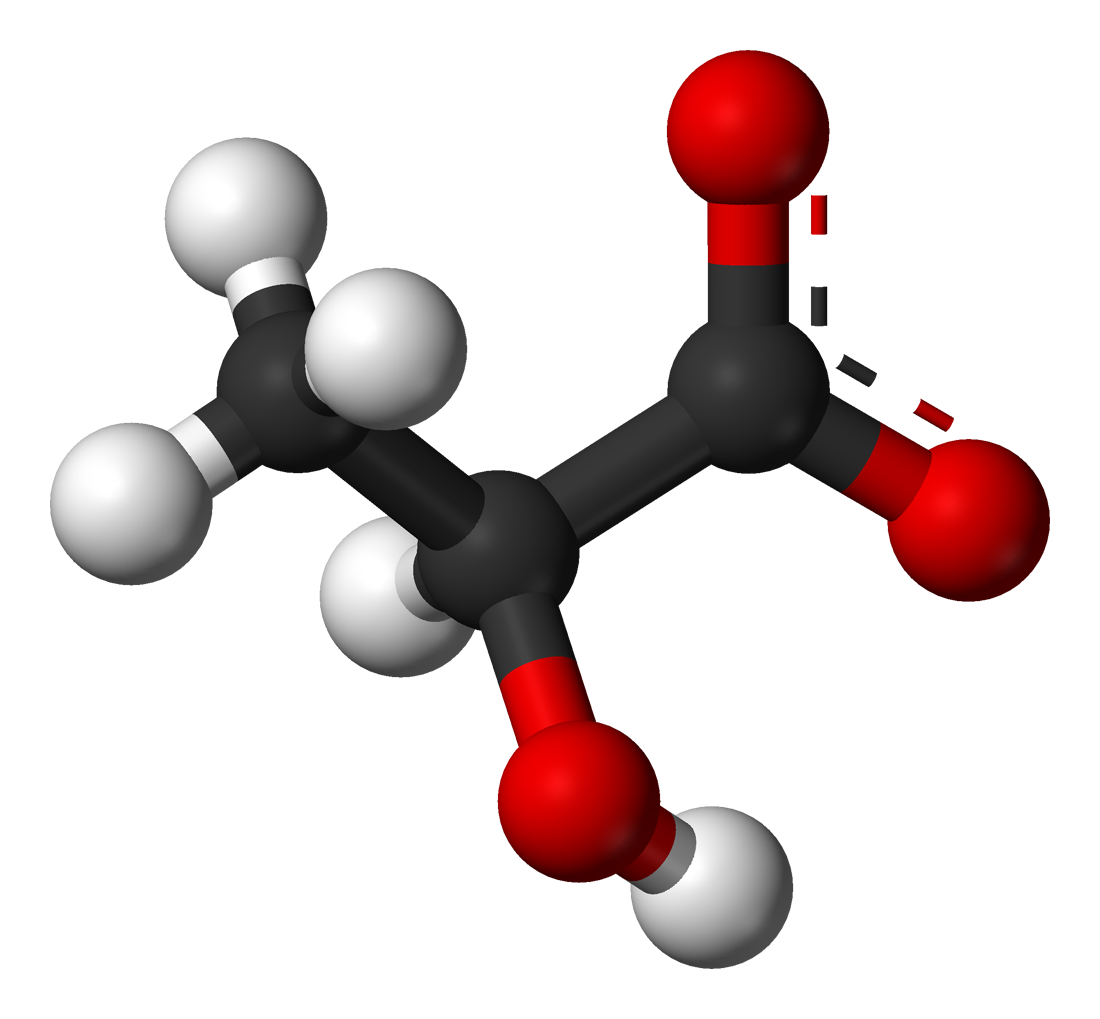
3D-struktur av laktat, som bildas då S. mutans fermenterar glukos och som kan orsakar karies.

I princip alla världens invånare bär alltså på S. mutans i sin mun. Bakterien sätter sig på utsidan av tänderna och livnär sig på flera olika sorters kolhydrater. S. mutans kan syntetisera extracellulära polysackarider. Den kan ur sackaros bilda olika sorters glukaner och fruktaner. Speciellt glukaner bidrar sedan till bildandet av plack på tänderna. Men sackaros används inte bara vid syntes av polysackarider utan används även som energikälla under bakteriens tillväxt.
Clarke upptäckte att S. mutans som återfanns i kariesangrepp kunde fermentera ämnen som glukos, laktos, raffinos, mannitol, inulin och salicin och bilda syra. Då glukoshalten i munnen är hög, bryter S.mutans ner glukos till laktat som i sin tur kan bilda mjölksyra. Glukosen kommer bland annat från nedbrytningen av sackaros. Om tillgången på glukos är begränsad tillverkas även formiatjoner (som bildar myrsyra) och acetatjoner (som bildar ättiksyra) . Syrorna som bildas gör att man får karies och hål i tänderna.  
S. mutans är dock inte den enda bakterien i munnen av släktet Streptokocker som orsakar karies, utan även många andra microber växer på tänderna och kan orsaka karies om man inte sköter munhygienen ordentligt. Några av dessa andra bakterier är Streptococcus sanguis, S. mitior, S. salivarius och S. milleri. S. mutans är dock den av streptokockerna i munnen som använder sackaros snabbast och därmed bildar mer glukos, som i sin tur blir till laktat som orsakar karies.

## Fotnoter
1. 1 2  http://www.ebi.ac.uk/2can/genomes/bacteria/Streptococcus_mutans.html 2013-04-04
2. ↑  http://www.ehinger.nu/undervisning/index.php/inaktuella-kurser/mikrobiologi/lektioner/771-bakteriers-morfologi-a-slaektskap-gramfaergning.html
3. 1 2  http://www.freewebs.com/naguiar/
4. ↑  Neilans, J., Karies och den ekologiska plackhypotesen, Tandläkartidningen årg 100 nr 6, 2008, http://www.tandlakartidningen.se/media/401220/neilands_6_2008.pdf 2013-05-21
5. 1 2 3 4  Hamada, S., Slade, H. D.: Biology, Immunology, and Cariogenicity of Streptococcus mutans, Microbiological reviews, sid. 331-384, Vol. 44, No. 2, Juni 1980 http://www.ncbi.nlm.nih.gov/pmc/articles/PMC373181/ 2013-05-09
6. ↑  Thomson, L. A., W. H. Bowen, W. A. Little, H. M. Kuzmiak-Jones, I. M. Gomez, Simultaneous implantation of five serotypes of Streptococcus mutans in gnotobiotic rats, 1979, Caries. Res. 13: 9-17.
7. ↑  Coykendall,A.L., Bratthall, D., O'Connor, K., Dvarskas, R. A., Serological and genetic examination of some nontypical Streptococcus mutans strains, 1976, Infect. Immun. 14: 667-670.
8. ↑  Grenier, E. M., W. C. Eveland, and W. J. Loesche, Identification of Streptococcus mutans serotypes in dental plaque by fluorescent antibody techniques, 1973, Arch. Oral Biol. 18: 707-715.
9. ↑  Clarke,J.K, On the bacterial factor in the aetiology of dental caries, 1924, Br. J. Exp. Pathol. 5:141-147
10. ↑  Carlsson,J., and C. J. Griffith, Fermentation products and bacterial yields in glucose-limited and nitrogen-limited cultures of streptococci,  1974, Arch. Oral Biol. 19:1105-1109
11. ↑  http://www.genomenewsnetwork.org/articles/10_02/s_mutans.shtml 2013-05-21